# Remia
Remia is een Nederlandse fabrikant van margarines, vetten, dressings en sauzen uit Den Dolder.

## Geschiedenis

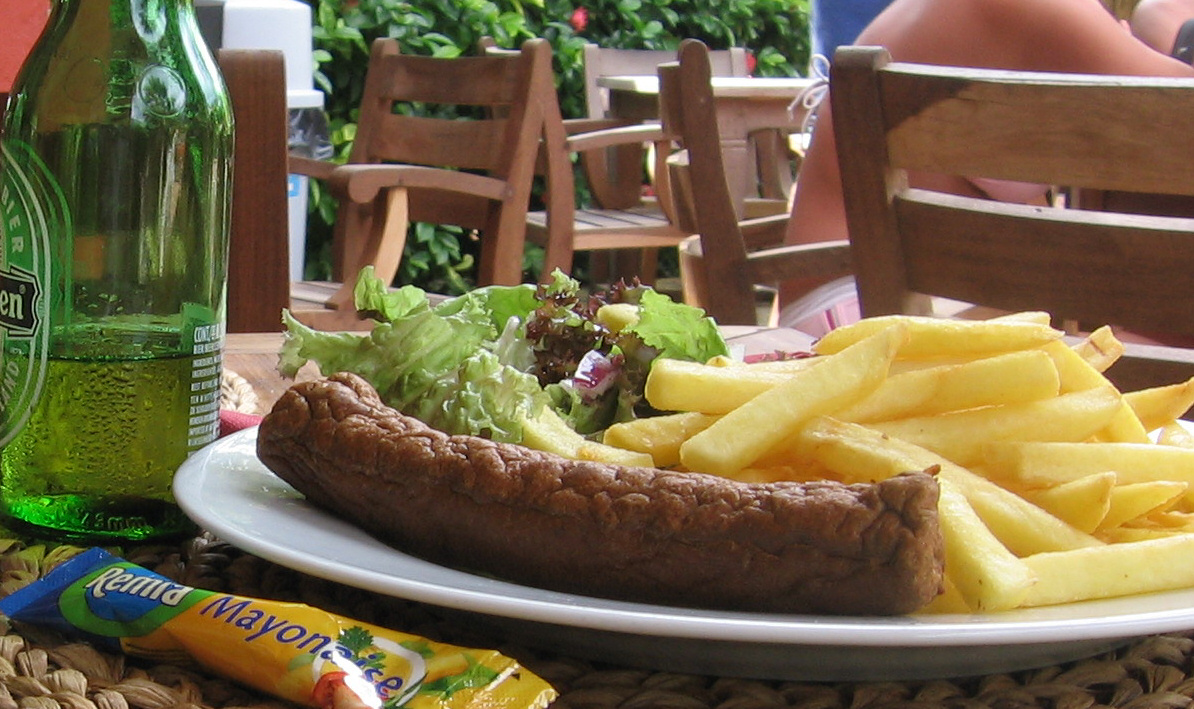
Maaltijd met mayonaise van Remia

Remia is ontstaan in oktober 1925, toen Arie de Rooij uit Amersfoort in zijn garage en kelder margarine en roomboter begon te produceren. Later kwam er een mengerij bij waar margarine met roomboter werd vermengd. De Rooij’s Elektrische Melangeer Inrichting Amersfoort, afgekort Remia, was daarmee een feit. Remia groeide daarna snel, en in 1951 verhuisde het bedrijf naar een groter pand in Den Dolder. In 1960 werd een moderne sausfabriek geopend. Sindsdien is het bedrijf vooral bekend om zijn assortiment sauzen. Halverwege de jaren zestig introduceerde Remia "Fritessaus" op de Nederlandse markt en in de jaren tachtig vloeibaar frituurvet. Beide voorzagen in een behoefte aan ‘gezondere’ voeding met minder verzadigde vetten.

## Overnames
Op 30 april 2010 nam Remia De Marne's Fabrieken BV uit Groningen over van het Franse Gyma, vooral bekend van de mosterd. Later, op 4 augustus 2011, nam Remia de sauzenactiviteiten van Van Dijk Food Products uit Lopik over, producent van onder andere het merk Gouda's Glorie. Beide bedrijven gingen daarbij een strategische samenwerking aan. Op 1 februari 2015 kocht Remia Yillys Food Concepts BV, het bedrijf achter merknaam Yil’driz. In 2021 nam het bedrijf de oliën- en vettenactiviteit van Wouters uit het Belgische Lokeren over.

## Trivia
- Op de Remia-fabriek staat de slagzin "Den Dolder, sauzenhart van Nederland".